# Lawrence Rooke
Lawrence Rooke (auch Laurence Rooke, * 1622 in Stanford oder Monks Horton; † 26. Juni 1662 in London) war ein englischer Astronom und Mathematiker. Er war Mitbegründer („Founder Fellow“) der Royal Society.

## Leben und Wirken
Rooke wurde am 18. Mai 1622 in Stanford getauft. Er ist vermutlich das jüngste Kind von William Rooke (1588–1645) aus Blean und dessen zweiter Frau Susanna Heyman (Henman). Der Sohn des ältesten Bruders seines Vaters George, Rookes Cousin, hieß ebenfalls Lawrence Rooke.
Rooke besuchte zunächst die King’s School in Canterbury. 1635 wurde er zum Studium am Gonville and Caius College in Cambridge zugelassen. Dort erwarb Rooke 1639 den Grad eines Baccalaureus artium (B.A.) und 1644 den eines Magister artium (M.A.). In Cambridge lernte er Seth Ward kennen, der ihn in William Oughtreds Schrift Clavis mathematica (1631) einführte. Als Ward um 1650 nach Oxford wechselte folgte ihm Rooke. Er wurde, wie Ward, „fellow commoner“ des Wadham College und Mitglied des Kreises um John Wilkins. Seine Beobachtungen eines Kometen im Dezember 1752 schickte Ward an Oughtred und veröffentlichte sie außerdem in seinem Werk De cometis (1653).
Rooke war von 1652 bis 1662 Professor am Gresham College. 1652 wurde er auf den seit 1641 vakanten Lehrstuhl für Astronomie berufen. 1657 übernahm Rooke von Daniel Whistler (1619/20–1684) den Lehrstuhl für Geometrie.
Ende Juni wurde Rooke auf dem Friedhof der Kirche St Martin Outwich bestattet. Ward plante ursprünglich für Rooke ein Denkmal zu errichten. Er präsentierte stattdessen der Royal Society eine mit einer Inschrift versehene Pendeluhr von Ahasuerus Fromanteel (1607–1693).
Zu seinen Lebzeiten blieben seine Werke unveröffentlicht, doch erschienen seine nachgelassenen Schriften zum Längenproblem und den Jupitermonden posthum. Er verfasste ebenfalls eine Handreichung für Seeleute über die Durchführung und Dokumentation von Messungen Meteorologischer und Ozeanographischer Beobachtungen, die im ersten Band der Philosophical Transactions unter dem Titel Directions for sea-men bound for far voyages erschienen.

## Wissenschaftlicher Beitrag
Rookes wissenschaftliches Interesse ist eng mit einer der ersten großen Fragestellungen verbunden, mit denen sich auch die spätere Royal Society beschäftigen sollte: Der Frage nach einer zuverlässigen Methode die geographische Länge einer Position (speziell auf See) zu bestimmen (siehe hierzu: Längenproblem). Er verfolgte dabei den Ansatz zeitlich gut vorhersagbare astronomische Konstellationen zu bestimmen, die eine genaue Bestimmung der Zeit, und damit auch der geographischen Länge ermöglichen würden. Er beobachtete daher ausführlich die von Galilei 1610 entdeckten Mode des Jupiter, die aufgrund ihrer großen Zahl und schellen Umlaufs um den Planeten ein gutes „Zeitnormal“ hätten abgeben können. Aufgrund von technischen Unzulänglichkeiten und der Schwierigkeit der präzisen Beobachtung der Jupitermonde von Schiffen aus, erkannte Rooke diesen Ansatz jedoch als nicht praktikabel. Allerdings vertrat er die Auffassung, das die Methode der Beobachtung der Jupitermonde zur Bestimmung der Länge von Städten und Häfen gut geeignet wäre.
Als Alternative schlug Rooke vor, verschiedene Finsternisse oder die Entfernung des Mondes als Ereignisse zur genauen Bestimmung der Zeit und damit auch der Länge auf See heranzuziehen.

## Ehrungen
1964 wurde Rooke zu Ehren das ringförmiges Gebirgssystem Montes Rook auf dem Mond nach ihm benannt.

## Schriften (Auswahl)
- Directions for sea-men bound for far voyages […]. In: Philosophical Transactions Band 1, Nr. 8, 8. Januar 1666, S. 140–143 (doi:10.1098/rstl.1665.0066).
- A method for observing the eclipses of the moon, free from the common inconveniencies, as it was left by the learned Mr. Rook, late Gresham-Professor of Geometry. In: Philosophical Transactions. Band 1, Nr. 22, 11. Februar 1667, S. 388–390 (doi:10.1098/rstl.1665.0148).
- Discourse concerning the observations of the eclipses of the satellites of Jupiter. In: Thomas Sprat: The History of the Royal-Society of London, for the Improving of Natural Knowledge. London 1667, S. 183–188 (Digitalisat).